# Gisela Enders

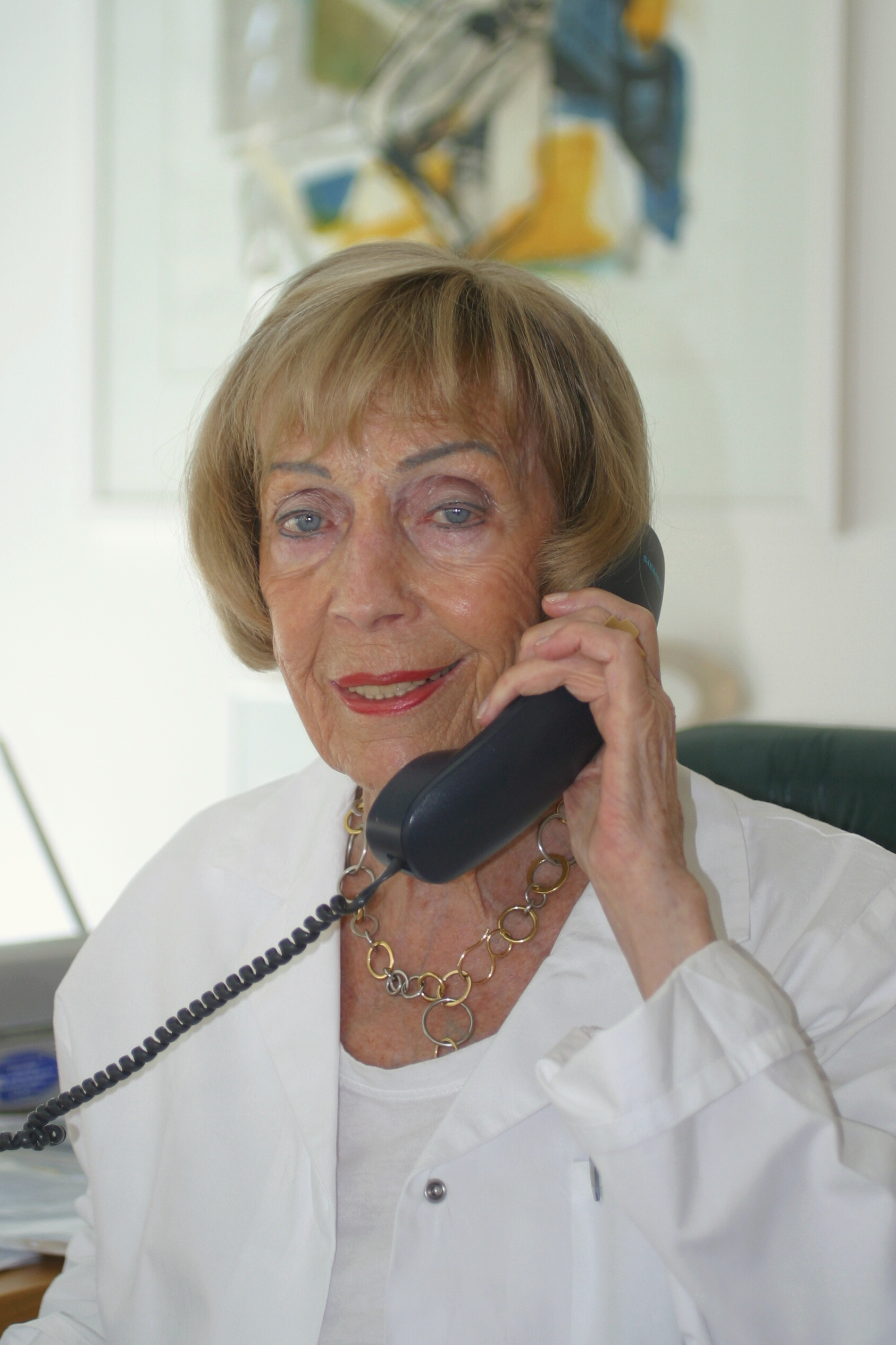
Gisela Enders (2010)

Gisela Enders geb. Ruckle (* 25. Mai 1924 in Stuttgart; † 1. Mai 2021 ebenda) war eine deutsche Ärztin für Mikrobiologie, Virologie und Infektionsepidemiologie.

## Leben
Gisela Ruckle besuchte das Königin-Olga-Stift. Nach dem Abitur studierte sie ab 1943 an der Ludwig-Maximilians-Universität München Medizin. 1945 wechselte sie an die Eberhard Karls Universität Tübingen, an der sie 1949 das Staatsexamen bestand. 1949/50 war sie Volontärärztin an der Inneren Klinik im Universitätsklinikum Tübingen. 1951 war sie Gastassistentin an der Kinderklinik der University of Cambridge und  Vertretung in einer Landarztpraxis in Royston (Hertfordshire). Nachdem sie 1951/52 Volontärärztin am Gesundheitsamt der Stadt Stuttgart gewesen war, ging sie als wissenschaftliche Assistentin an das Institut für Virusforschung vom Hygiene-Institut der Ruprecht-Karls-Universität Heidelberg. 1953 wurde sie in Tübingen zur Dr. med. promoviert. Im Fulbright-Programm ging sie bei den Nobelpreisträgern Jonas Salk in Pittsburgh und John Franklin Enders an der Harvard Medical School in die Poliomyelitisforschung. Für Charles Mérieux errichtete sie 1957 in Lyon das Labor zur Herstellung von Impfstoffen gegen Masern und Röteln. Über sechs Jahre war sie anschließend an der Philipps-Universität Marburg mit dem Aufbau und der Leitung der diagnostischen Virusabteilung am Hygiene-Institut betraut. 1963 kam sie für 16 Jahre als Regierungsmedizinaldirektorin und Leiterin der Virusabteilung an das Medizinische Landesuntersuchungsamt Stuttgart. Bei Rudolf Siegert in Marburg habilitierte sie sich 1973 für klinische  Virologie. Drei Jahre später für dieses Fach zur Honorarprofessorin ernannt, ließ sie sich 1979 als Fachärztin für Mikrobiologie und Infektionsepidemiologie in Stuttgart nieder. Der Fachbereich Mikrobiologie der Universität Hohenheim erteilte ihr 1982 einen Lehrauftrag für klinische Virologie. Als Honorarprofessorin hielt sie von 1984 bis 1994 Vorlesungen. 1985 gründete sie in Stuttgart ein Gemeinschaftslabor und das Institut für medizinische Virologie und Infektionsepidemiologie e. V. Geleitet wird es inzwischen von ihrem Sohn Martin Enders, dem habilitierten Facharzt für Innere Medizin und Facharzt für Mikrobiologie, Virologie und Infektionsepidemiologie. Im Klinikum Südstadt Rostock hielt sie 2000 die 3. Gedächtnisvorlesung für Helmut Kyank. Das prophetische Thema war „Viruserkrankung – Geißel des neuen Jahrhunderts“.

„Enders hat über 400 wissenschaftliche Beiträge in deutschen und englischen Fachzeitschriften oder Büchern veröffentlicht. Der Schwerpunkt war und ist das Infektionsrisiko für schwangere Frauen und ihre ungeborenen Kinder sowie die Möglichkeiten zur Diagnostik und Verhütung von Infektionen. Durch zahlreiche Vorträge auf nationalen und internationalen Fachkongressen hat sie maßgeblich zur Fortbildung für Ärztinnen und Ärzte auf diesem Gebiet beigetragen.“

Beerdigt ist sie auf dem Pragfriedhof.

## Ehrungen
- Verdienstorden der Bundesrepublik Deutschland, Bundesverdienstkreuz am Bande (1989)[3]
- Goldmedaille der Anemarie und Günter Haackert-Stiftung (1990)[3]
- Ehrenmitglied der Deutschen Gesellschaft für Laboratoriumsmedizin (1993)
- Ehrenmitglied der European Group for Rapid Viral Diagnosis (1993)
- Ehrenmitglied der Deutschen Gesellschaft für Pränatal- und Geburtsmedizin (1997)
- Albert-Schweitzer-Medaille (1999)[3]
- Maternité-Preis der Deutschen Gesellschaft für Perinatale Medizin (2003)[3]
- Loeffler-Frosch-Medaille (2011)

## Werke
- Gewebewachstum  und Vermehrung  von  Coxsackie-A,-Virus. Zeitschrift für Naturforschung 9b (1954), S. 35–41. Digitalisat (MPG)
- mit Roger J. Wieme: Paul Uhlenhuth zum Gedächtnis. Studien mit Masernvirus. Marburg 1958.
- Studies with the monkey-intra-nuclear-inclusion-agent (MINIA) and foamy-agent : II. Immunologic and epidemiologic observations in monkeys in a laboratory colony. Archiv für die gesamte Virusforschung 8 (1958), S. 167–182.
- Virusausscheidung und Antikörperentwicklung nach Anwendung eines trivalenten Poliomyelitis-Lebendimpfstoffs (Cox-Lederle). Deutsche Medizinische Wochenschrift 86 (1961), S. 2060–2062.
- Comparative Studies of Monkey and Human Measles-Virus Strains. American Journal of Diseases in  Childhood 103 (1962), S. 297–307. doi:10.1001/archpedi.1962.02080020309024
- Methods of determining immunity, duration and character of immunity resulting from measles. Archiv für die gesamte Virusforschung 16 (1965), S. 182–207.
- Some characteristics of immunity following natural measles and various forms of immunization. Archiv für die gesamte Virusforschung 22 (1967), S. 23–34.
- Seroepidemiology of Rubella and Reinfection. Archives of Pediatrics and Adolescent Medicine 118 (1969), S. 139.
- Diagnostik der Virusinfektionen und Viruserkrankungen. Marburg 1984.
- mit Elisabeth Thomas und R. Geursen: Varizellen-Prophylaxe bei Risikopatienten durch spezielles Immunglobulin. Klinische Pädiatrie v197 (1985), S. 415–418.
- Infektionen und Impfungen in der Schwangerschaft : Infektionen der Mutter und des Feten; Schutzimpfungen in der Schwangerschaft. Urban & Fischer bei Elsevier, München 1991, 2010.
- mit E. Miller:  Varicella  and  herpes  zoster  in  pregnancy  and  the  newborn, in:  Arvin  AM, Gershon AA (Hrsg.): Varicella-Zoster Virus: Virology and Clinical Management. Cambridge 2000, S. 317–347.
- Impfungen in der Frauenarztpraxis, mit besonderer Berücksichtigung der Schwangerschaft, in:  Künzel W  (Hrsg.): Klinik  der  Frauenheilkunde  und  Geburtshilfe,  Schwangerschaft I. München Jena 2000, S. 206–241.
- Infektionen von Mutter, Fetus und Neugeborenem, in: Bender HG, Diedrich K, Künzel W (Hrsg.): Klinik der Frauenheilkunde und Geburtshilfe, Schwangerschaft II, 4. Auflage, München 2002, S. 303–344.
- Viral infections of the fetus and neonate, other than rubella, in:  Mahy  BH,  ter  Meulen  V (Hrsg.): Topley & Wilson's  Microbiology  and  Microbial  Infections, 10.  Auflage,  London 2005, S. 1443–1497.
- mit J. M. Best: Laboratory diagnosis of rubella and congenital rubella, in:  Banatvala JE, Peckham C (Hrsg.): Perspectives in Medical Virology, Vol. 15 Rubella Viruses. London 2007, S. 39–77.